# SC Düsseldorf-West
Der SC Düsseldorf-West (vollständiger Name: Sportclub Düsseldorf-West 1919/50 e. V.) ist ein Sportverein aus dem Düsseldorfer Stadtteil Oberkassel. Die erste Fußballmannschaft der Männer spielte von 2015 bis 2019 und von 2020 bis 2022 in der Oberliga Niederrhein.

## Geschichte
Der Verein entstand am 19. Juni 1972 durch die Fusion des SSV Oberkassel mit den Sportfreunden Düsseldorf-Lörick. Erfolgreichster Vorgängerverein war der am 19. März 1919 gegründete SSV Oberkassel, dessen Fußballer vier Jahre lang in der höchsten niederrheinischen Amateurliga spielten. Der am 23. Oktober 1950 gegründete Fusionspartner Sportfreunde Düsseldorf-Lörick kam sportlich nicht über die Kreisebene hinaus. Neben Fußball und Handball bietet der Verein auch Gymnastik und Boule an.
Im Jahre 1990 stieg der Verein erstmals in die Landesliga auf, musste aber nach einem Jahr wieder in die Bezirksliga absteigen. Erst im Jahre 2005 gelang der Wiederaufstieg, dem zwei Jahre später der Aufstieg in die Niederrheinliga folgte. Dort erreichten die Düsseldorfer 2009 mit Rang sieben ihren größten Erfolg, bevor die Mannschaft zwei Jahre später wieder in die Landesliga abstieg. 2015 wurden die Düsseldorfer Vizemeister hinter dem Lokalrivalen TV Kalkum-Wittlaer. In der folgenden Aufstiegsrunde zur Oberliga Niederrhein setzte sich die Mannschaft gegen den 1. FC Kleve und den FSV Duisburg durch und stieg auf.
Vier Jahre später stieg die Mannschaft wieder in die Landesliga ab. In der wegen der COVID-19-Pandemie abgebrochenen Saison 2019/20 wurden die Düsseldorfer Dritter und profitierten von der Verbandsentscheidung für einen erhöhten Aufstieg. Nach zwei Jahren in der Oberliga stieg die Mannschaft im Jahre 2022 wieder in die Landesliga ab, bevor zwei Jahre später der Abstieg in die Bezirksliga folgte. Dort wurde die Mannschaft in der folgenden Saison 2024/25 in die Kreisliga A durchgereicht.

## Persönlichkeiten
- Günter Abel
- Manfred Dum
- Tim Erfen
- Ryōta Nakaoka
- Tim Rubink
- Dirk Krümpelmann
- Christ Kasela Mbona
- Robin Udegbe
- Björn Weikl
- Maciej Zięba
- Christoph Zimmermann